# Phyllachora alpiniae
Phyllachora alpiniae är en svampart som beskrevs av Sacc. & Berl. 1885. Phyllachora alpiniae ingår i släktet Phyllachora och familjen Phyllachoraceae.   Inga underarter finns listade i Catalogue of Life.